# Frontbeauftragter
Als Frontbeauftragte wurden während des Zweiten Weltkrieges insbesondere die auf der Seite der Roten Armee kämpfenden Deutschen bezeichnet. Zu Beginn des Krieges waren es vorwiegend emigrierte deutsche Kommunisten, die zum Ende des Krieges mit Angehörigen des Nationalkomitees Freies Deutschland verstärkt wurden. Es waren etwa 2.000 Frontbeauftragte auf sowjetischer Seite den militärischen Fronten zugeteilt.
Neben der prosowjetischen Propaganda, vor allem durch Flugblatt- und Lautsprechereinsätze, wurde auch militärische Aufklärung betrieben.
Das Komitee Freies Deutschland für den Westen (KFDW) auch als Comité „Allemagne libre“ pour l’Ouest (CALPO) bekannt, setzte deutsche Emigranten und ehemalige deutsche Wehrmachtsangehörige als Frontbeauftragte ein. 1944 waren ca. 80 Personen für den Propagandaeinsatz ausgebildet.

## Bekannte Frontbeauftragte (Auswahl)
- Bernhard Bechler
- Heinrich von Einsiedel
- Heinz Keßler
- Hermann Rentzsch
- Friedrich Wolf
- Rudolf Barbarino
- David Gingold (CALPO)
- Peter Gingold (CALPO)
- Gerhard Leo (CALPO)
- Kurt Hälker (CALPO)
- Bernt von Kügelgen
- Peter Lamberz
- Max Lingner (CALPO)